# Interglaciar Günz-Mindel
| Glaciación/Interglaciación  | Inicio, en años |
| Periodo posglacial/Holoceno | 10.000 a. C.    |
| Glaciación Würm             | 110.000         |
| Interglaciar Riss-Würm      | 140.000         |
| Glaciación Riss             | 200.000         |
| Interglaciar Mindel-Riss    | 390.000         |
| Glaciación Mindel           | 580.000         |
| Interglaciar Günz-Mindel    | 600.000         |
| Glaciación Günz             | 850.000         |

El Günz-Mindel o Cromeriense designa un periodo interglaciar, es decir, de clima similar al actual, situado entre dos glaciaciones y que tuvo lugar, probablemente, entre 750 000 y 400 000 años de antigüedad aproximadamente.
El nombre Interglacial Günz-Mindel hace referencia a las dos glaciciones alpinas centroeuropeas que le preceden y le suceden, respectivamente; mientras que Cromeriense es un término de origen anglosajón que está relacionado con una localidad de Cromer, al norte de Norfolk (Inglaterra), cuyas playas fósiles fueron tomadas como referencia por los geólogos cuaternaristas. Asimismo, en Norteamérica es denominado a menudo Interglaciar Aftoniense al referirse a los depósitos estudiados en la ciudad de Afton (Iowa, Estados Unidos).